# Richville (Nova York)
Richville és una població dels Estats Units a l'estat de Nova York. Segons el cens del 2000 tenia 274 habitants.

## Demografia
Segons el cens del 2000, Richville tenia 274 habitants, 109 habitatges, i 80 famílies. La densitat de població era de 143 habitants per km².
Dels 109 habitatges en un 33,9% hi vivien nens de menys de 18 anys, en un 56,9% hi vivien parelles casades, en un 10,1% dones solteres, i en un 25,7% no eren unitats familiars. En el 20,2% dels habitatges hi vivien persones soles el 5,5% de les quals corresponia a persones de 65 anys o més que vivien soles. El nombre mitjà de persones vivint en cada habitatge era de 2,51 i el nombre mitjà de persones que vivien en cada família era de 2,89.
Per edats la població es repartia de la següent manera: un 23,7% tenia menys de 18 anys, un 9,5% entre 18 i 24, un 32,8% entre 25 i 44, un 21,5% de 45 a 60 i un 12,4% 65 anys o més.
L'edat mediana era de 37 anys. Per cada 100 dones de 18 o més anys hi havia 99 homes.
La renda mediana per habitatge era de 35.455 $ i la renda mediana per família de 39.375 $. Els homes tenien una renda mediana de 35.938 $ mentre que les dones 21.500 $. La renda per capita de la població era de 16.040 $. Entorn del 8,6% de les famílies i el 7,4% de la població estaven per davall del llindar de pobresa.